# Hallam FC
Hallam FC este un club de Fotbal cu sediul în Sheffield, South Yorkshire, Anglia. Hallam F.C. este cel de al doilea cel mai vechi club din lume după Sheffield F.C.. Spre deosebire de Sheffield F.C., Hallam F.C. a evoluat doar pe Sandygate Road, ceea ce a adus recunoașterea stadionului în Cartea Recordurilor ca cel mai vechi stadion din lume.